# AZ Alkmaar
Alkmaar Zaanstreek  (skraćeno: AZ) je nizozemski nogometni klub iz Alkmaara. 
Nastao je spajanjem dvaju klubova - u nominativu: Alkmaar '54' i FC Zaanstreek.
U sezoni 2019./20. se natječe u Eredivisie, najvišem rangu nizozemskog nogometa.

## Klupski uspjesi

### Domaći uspjesi
Eredivisie:
- Prvak (2): 1980./81., 2008./09.

Eerste Divisie:
- Prvak (2): 1996., 1998.

Nizozemski kup:
- Prvak (3): 1978., 1981., 1982.

### Europski uspjesi
Kup UEFA: 
- Finalist (1): 1980./81.
- Polufinalist: 2005.

## Poznati igrači
- Sergio Romero
- Eli Babalj
- Brett Holman
- Mousa Dembélé
- Stein Huysegems
- Maarten Martens
- Sébastien Pocognoli
- Gill Swerts
- Haris Medunjanin
- Kemy Agustien
- Kristen Nygaard
- Kenneth Perez
- Simon Poulsen
- Ole Tobiasen
- Ragnar Klavan
- Toni Kolehmainen
- Thomas Lam
- Niklas Moisander
- Juha Reini
- Šota Arveladze
- Joey Didulica
- Joey Guðjónsson
- Jóhann Berg Guðmundsson
- Kolbeinn Sigþórsson
- Grétar Steinsson
- Alireza Jahanbakhsh
- Graziano Pellè
- Willie Overtoom
- Esteban Alvarado
- Héctor Moreno
- Nourdin Boukhari
- Abdelkrim El Hadrioui
- Mounir El Hamdaoui
- Ali El Khattabi
- Adil Ramzi
- Tarik Sektioui
- Khalid Sinouh
- Peter Arntz
- Roy Beerens
- John Bosman
- Dries Boussatta
- Tim de Cler
- Barry van Galen
- Willem van Hanegem
- Hugo Hovenkamp
- Kew Jaliens
- Vincent Janssen
- Jos Jonker
- Kees Kist
- Danny Koevermans
- Jan Kromkamp
- Tim Krul
- Denny Landzaat
- Jeremain Lens
- Adam Maher
- Dirk Marcellis
- Bert van Marwijk
- Joris Mathijsen
- Martijn Meerdink
- David Mendes da Silva
- John Metgod
- Oscar Moens
- Barry Opdam
- Jan Peters
- Fernando Ricksen
- Stijn Schaars
- Ronald Spelbos
- Henk Timmer
- Pier Tol
- Eddy Treijtel
- Nick Viergever
- Ron Vlaar
- Bobby Vosmaer
- Ronald Waterreus
- Wout Weghorst
- Owen Wijndal
- Demy de Zeeuw
- Robin Nelisse
- Markus Henriksen
- Pius Ikedia
- Celso Ortíz
- Jozy Altidore
- Aron Jóhannsson
- Nemanja Gudelj
- Denni Avdić
- Rasmus Elm
- Viktor Elm
- Mattias Johansson
- Muamer Tanković
- Pontus Wernbloom
- Levi Garcia
- Oğuzhan Özyakup

## Poznati treneri
- Dick Advocaat
- Co Adriaanse

## Vanjske poveznice
- Službene stranice AZ Alkmaara
- Stranica navijača AZ Alkmaara
- AZ Alkmaar televizija  Arhivirana inačica izvorne stranice od 13. kolovoza 2006. (Wayback Machine)